# Campeonato Sudamericano de Voleibol Femenino de 2017
El Campeonato Sudamericano de Voleibol Femenino de 2017 fue la XXXII edición del máximo torneo de selecciones femeninas de voleibol pertenecientes a la Confederación Sudamericana de Voleibol (CSV), se llevó a cabo del 15 al 19 de agosto de 2017 en la ciudad de Cali, Colombia.
El certamen fue organizado por la Federación Colombiana de Voleibol bajo la supervisión de la CSV y otorgó al campeón una plaza para el Campeonato Mundial de Voleibol Femenino de 2018.
La selección de Brasil se proclamó campeón del torneo de manera invicta al ocupar el primer lugar en la tabla de posiciones con un registro de cinco victorias todas ellas por tres sets a cero, de esta manera las brasileñas obtuvieron el vigésimo título sudamericano femenino para su país y el duodécimo consecutivo desde el logrado en 1995. Por su parte, Colombia se quedó con la medalla de la plata registrando así su mejor participación en la historia del Campeonato Sudamericano de Voleibol Femenino al ubicarse en el segundo lugar de la tabla de posiciones con una marca de 4 victorias y una sola derrota que fue contra el campeón Brasil. Finalmente, Perú consiguió su octava medalla de bronce en el sudamericano femenino luego de culminar en el tercer lugar del torneo con 3 victorias y dos derrotas durante su participación.

## Organización

### País anfitrión y ciudad sede
| CaliCali, ciudad sede del Campeonato Sudamericano de Voleibol Femenino de 2017. | Cali                         |
| ------------------------------------------------------------------------------- | ---------------------------- |
| CaliCali, ciudad sede del Campeonato Sudamericano de Voleibol Femenino de 2017. | Coliseo Evangelista Mora     |
| CaliCali, ciudad sede del Campeonato Sudamericano de Voleibol Femenino de 2017. | Capacidad: 3340 espectadores |
| CaliCali, ciudad sede del Campeonato Sudamericano de Voleibol Femenino de 2017. |                              |

En noviembre de 2016 Colombia fue anunciado como el país anfitrión del torneo en el calendario de competencias para el año 2017 de la Confederación Sudamericana de Voleibol. Posteriormente Cali fue oficializada como ciudad sede.[cita requerida]
Esta fue la cuarta ocasión, y la segunda consecutiva, que Colombia acogió el Campeonato Sudamericano de Voleibol Femenino, antes ya lo había hecho en 1973, 2003 y 2015. Cali recibió por primera vez esta competición y de esa manera se convirtió en la cuarta ciudad colombiana en hacerlo tras Bucaramanga en 1973, Bogotá en 2003 y Cartagena de Indias en la edición anterior. 
El único antecedente en cuanto a la organización de campeonatos sudamericanos de voleibol en Cali era la del Campeonato Sudamericano de Voleibol Masculino Sub-21 de 1996, además, esta ciudad también acogió la Serie C3 del Grupo 2 del Grand Prix de Voleibol de 2016.

#### Recinto
Todos los partidos se llevaron a cabo en el Coliseo Evangelista Mora, recinto que forma parte de la Unidad Deportiva San Fernando de la ciudad de Cali.

### Formato de competición
El torneo consistió de un grupo único en el que las 6 selecciones participantes se enfrentaron bajo el sistema de todos contra todos, los equipos fueron clasificados de acuerdo a los siguientes criterios, en orden de aparición:
1. Número de partidos ganados y perdidos.
2. Puntos obtenidos, los cuales son otorgados de la siguiente manera:
  - Partido con resultado final 3-0 o 3-1: 3 puntos al ganador y 0 puntos al perdedor.
  - Partido con resultado final 3-2: 2 puntos al ganador y 1 punto al perdedor.
3. Proporción entre los sets ganados y los sets perdidos (Sets ratio).
4. Proporción entre los puntos ganados y los puntos perdidos (Puntos ratio).
5. Resultado del partido entre los equipos implicados.

Al culminar todos los partidos el equipo que se ubicó en el primer lugar del grupo fue proclamado campeón del torneo, mientras que el segundo y tercer lugar obtuvieron la medalla de plata y de bronce respectivamente.

#### Clasificación al Campeonato Mundial y al Premundial
Además de conseguir el título sudamericano ,el campeón de este torneo obtuvo un cupo directo al Campeonato Mundial de Voleibol Femenino de 2018 como uno de los dos representantes de la Confederación Sudamericana de Voleibol. Los siguientes tres equipos ubicados por detrás del campeón clasificaron al Premundial sudamericano, evento que se desarrollará en Perú y en el cual se unirán a la selección local para optar por el segundo y último cupo sudamericano para el Campeonato Mundial.
Como la selección peruana terminó posicionada en uno de los tres lugares por detrás del campeón, y al ya estar clasificada al premundial por ser el país anfitrión, este cupo pasó al equipo ubicado quinto en la tabla de posiciones.

### Calendario
Calendario oficial del torneo. Cada jornada de competencia tuvo tres partidos, en las cuatro primeras los partidos se programaron en los siguientes horarios: 15:00, 17:00 y 19:30, mientras que en la última jornada los partidos se jugaron a las 11:30, 13:30 y 15:30 hora local de Colombia.
| Fase        | Jornadas  | Fechas       | Resúmenes diarios    |
| ----------- | --------- | ------------ | -------------------- |
| Grupo único | Jornada 1 | 15 de agosto | Día 1 de competencia |
| Grupo único | Jornada 2 | 16 de agosto | Día 2 de competencia |
| Grupo único | Jornada 3 | 17 de agosto | Día 3 de competencia |
| Grupo único | Jornada 4 | 18 de agosto | Día 4 de competencia |
| Grupo único | Jornada 5 | 19 de agosto | Día 5 de competencia |

## Equipos participantes
El torneo contará con la participación de 6 selecciones.
Referencialmente se indica entre paréntesis las posiciones de las selecciones en el ranking FIVB vigente al momento del inicio del torneo.
- Brasil (4)
- Argentina (11)
- Perú (26)
- Colombia (28) (Anfitrión)
- Venezuela (113)
- Chile (114)

## Resultados
- Las horas indicadas corresponden al huso horario local de Colombia: UTC-5.
- Sede: Coliseo Evangelista Mora.

### Grupo único
– Clasificado al Campeonato Mundial de Voleibol Femenino de 2018.      – Clasificado al Torneo de clasificación sudamericano como país anfitrión.

     – Clasificados al Torneo de clasificación sudamericano.
|      |           | Partidos | Partidos | Partidos |      | Sets | Sets | Sets  | Puntos | Puntos | Puntos |
| Pos. | Equipo    | PJ       | PG       | PP       | Pts. | SG   | SP   | Ratio | PG     | PP     | Ratio  |
| ---- | --------- | -------- | -------- | -------- | ---- | ---- | ---- | ----- | ------ | ------ | ------ |
| 1    | Brasil    | 5        | 5        | 0        | 15   | 15   | 0    | MAX   | 375    | 216    | 1.736  |
| 2    | Colombia  | 5        | 4        | 1        | 11   | 12   | 5    | 2.400 | 396    | 336    | 1.178  |
| 3    | Perú      | 5        | 3        | 2        | 9    | 9    | 6    | 1.500 | 339    | 310    | 1.093  |
| 4    | Argentina | 5        | 2        | 3        | 7    | 8    | 9    | 0.888 | 361    | 368    | 0.980  |
| 5    | Venezuela | 5        | 1        | 4        | 3    | 3    | 12   | 0.250 | 278    | 353    | 0.787  |
| 6    | Chile     | 5        | 0        | 5        | 0    | 0    | 15   | 0.000 | 209    | 375    | 0.557  |

| Fecha        | Hora  | Equipo 1  | Res.  | Equipo 2  | Set 1 | Set 2 | Set 3 | Set 4 | Set 5 | Total     | Reporte |
| ------------ | ----- | --------- | ----- | --------- | ----- | ----- | ----- | ----- | ----- | --------- | ------- |
| 15 de agosto | 15:00 | Chile     | 0 – 3 | Venezuela | 19-25 | 18-25 | 16-25 |       |       | 53 – 75   | Reporte |
| 15 de agosto | 17:00 | Brasil    | 3 – 0 | Argentina | 25-21 | 25-15 | 25-15 |       |       | 75 – 51   | Reporte |
| 15 de agosto | 19:30 | Perú      | 0 – 3 | Colombia  | 20-25 | 23-25 | 20-25 |       |       | 63 – 75   | Reporte |
| 16 de agosto | 15:00 | Venezuela | 0 – 3 | Brasil    | 15-25 | 6-25  | 12-25 |       |       | 33 – 75   | Reporte |
| 16 de agosto | 17:00 | Argentina | 0 – 3 | Perú      | 19-25 | 19-25 | 20-25 |       |       | 58 – 75   | Reporte |
| 16 de agosto | 19:30 | Colombia  | 3 – 0 | Chile     | 25-12 | 25-17 | 25-12 |       |       | 75 – 41   | Reporte |
| 17 de agosto | 15:00 | Perú      | 3 – 0 | Venezuela | 25-15 | 25-21 | 25-21 |       |       | 75 – 57   | Reporte |
| 17 de agosto | 17:00 | Brasil    | 3 – 0 | Chile     | 25-5  | 25-10 | 25-7  |       |       | 75 – 22   | Reporte |
| 17 de agosto | 19:30 | Colombia  | 3 – 2 | Argentina | 26-24 | 24-26 | 25-17 | 22-25 | 15-10 | 112 – 102 | Reporte |
| 18 de agosto | 15:00 | Chile     | 0 – 3 | Argentina | 16-25 | 16-25 | 16-25 |       |       | 48 – 75   | Reporte |
| 18 de agosto | 17:00 | Brasil    | 3 – 0 | Perú      | 25-16 | 25-17 | 25-18 |       |       | 75 – 51   | Reporte |
| 18 de agosto | 19:30 | Venezuela | 0 – 3 | Colombia  | 18-25 | 18-25 | 19-25 |       |       | 55 – 75   | Reporte |
| 19 de agosto | 11:30 | Argentina | 3 – 0 | Venezuela | 25-19 | 25-16 | 25-23 |       |       | 75 – 58   | Reporte |
| 19 de agosto | 13:30 | Perú      | 3 – 0 | Chile     | 25-9  | 25-18 | 25-18 |       |       | 75 – 45   | Reporte |
| 19 de agosto | 15:30 | Colombia  | 0 – 3 | Brasil    | 23-25 | 19-25 | 17-25 |       |       | 59 – 75   | Reporte |

## Clasificación final
| Pos               | Selección |
| ----------------- | --------- |
| Medalla de oro    | Brasil    |
| Medalla de plata  | Colombia  |
| Medalla de bronce | Perú      |
| 4                 | Argentina |
| 5                 | Venezuela |
| 6                 | Chile     |

| Clasificado al Campeonato Mundial de Voleibol Femenino de 2018 |
| Brasil                                                         |
| Campeón                                                        |
| Brasil 20° título                                              |

- Colombia, Perú, Argentina y Venezuela clasificaron al Premundial Sudamericano 2017.

## Distinciones individuales
Al culminar la competición la organización del torneo entregó los siguientes premios individuales:
- Jugadora más valiosa (MVP)

 Tandara Caixeta
- Mejor armadora

 Maria Alejandra Marín
- Mejores atacantes de punta

 Ángela Leyva (primera)
 Natália Pereira (segunda)
- Mejores centrales

 Julieta Lazcano (primera)
 Ana Carolina da Silva (segunda)
- Mejor opuesta

 Dayana Segovia
- Mejor líbero

 Camila Gómez